# Eunice salvadorensis
Eunice salvadorensis är en ringmaskart som beskrevs av Leon-Gonzalez, Rivera och Rafael Romero 2004. Eunice salvadorensis ingår i släktet Eunice och familjen Eunicidae. Inga underarter finns listade i Catalogue of Life.